# Кремнієва долина

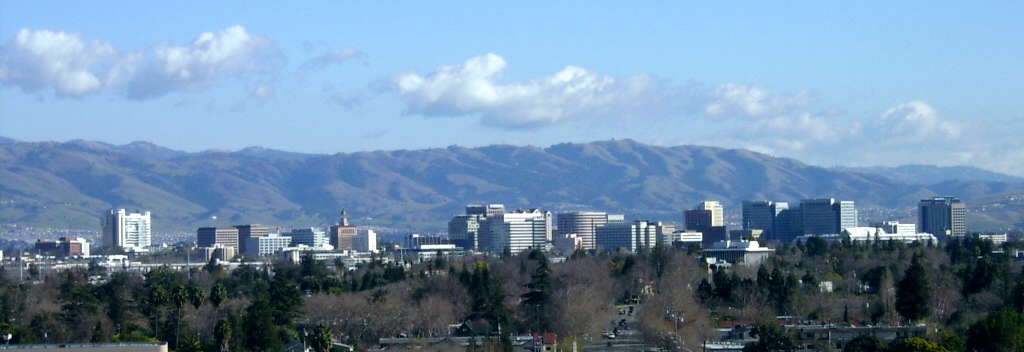
Панорама ділової частини Сан-Хосе — неофіційної «столиці» Кремнієвої долини

37°22′39″ пн. ш. 122°04′03″ зх. д. / 37.3775° пн. ш. 122.0675° зх. д.
Кре́мнієва доли́на (англ. Silicon Valley) — регіон у штаті Каліфорнія (США), що містить південну частину території затоки Сан-Франциско, входить до міської агломерації. Також її іноді помилково[джерело?] називають «Силіконовою долиною», плутаючи англійські слова silicon ([ˈsɪlɪkən], кремній) та silicone ([ˈsɪlɪkəun], силікон).
Відзначається значною щільністю високотехнологічних компаній (комп'ютери та їх комплектуючі, (особливо мікропроцесори), програмного забезпечення, мобільного зв'язку, біотехнології тощо). Виникнення і розвиток цього технологічного центру пов'язані із зосередженням провідних університетів, великих міст на відстані менше години їзди, джерел фінансування нових компаній, а також кліматом середземноморського типу. Географічно Кремнієва долина включає долину Санта-Клара, місто Сан-Хосе та навколишні громади, південну частину півострова Сан-Франциско і південну Східну Затоку (англ. East Bay (San Francisco Bay Area)).
Оригінальна англійська назва Кремнієвої долини походить від використання кремнію як напівпровідника при виробництві мікропроцесорів. Саме з цієї індустрії почалася історія долини як технологічного центру. Вперше ця назва була використана 11 січня 1971 року журналістом Доном Гефлером (Don Hoefler), коли він почав публікувати серію статей під назвою «Кремнієва долина США».

## Історія
Професор збіднілого Стенфордського університету Фредерік Терман у 1946 році запропонував створити на 8000 акрах землі вищу високотехнологічну зону, де б працювали підприємства, що розвивають новітні технології. Оскільки засновник університету Леланд Стенфорд своїм заповітом заборонив продаж землі, її почали надавати в оренду. 1951-го почалось будівництво офісного парку.
Одним з першопрохідців стала нині гігантська компанія «Hewlett Packard», яка тоді починалася з гаража. Водночас керівництво університету започаткувало соціальні програми для студентів, аби запобігти постійному відтоку кадрів з новоствореного офісного парку.
Першою розрослася компанія «Ферчайлд». Вона взялася за виготовлення кремнієвих транзисторів і раптово стала лідером цілого напрямку напівпровідникових елементів та приладів.

### Перспективні плани розвитку
21 жовтня 2023 року, Університет Берклі у Каліфорнії та відділення NASA під назвою дослідницький центр Еймса оголосили, що у Кремнієвій долині буде побудований космічний центр за $2 млрд, над створенням якого вчені працюють вже понад 20 років.

## Економіка

### Компанії Кремнієвої долини
Тисячі ІТ-компаній мають штаб-квартири у Кремнієвій долині. Серед них у Fortune 1000:
- Adobe Systems
- Advanced Micro Devices (AMD)
- Agilent Technologies
- Apple Inc.
- Applied Materials
- Business Objects
- Cisco Systems
- eBay
- Google
- Hewlett-Packard
- Intel
- Intuit
- LSI Logic
- Maxtor
- National Semiconductor
- NetApp
- Nvidia
- SanDisk
- Solectron
- Symantec
- Sun Microsystems
- Yahoo!

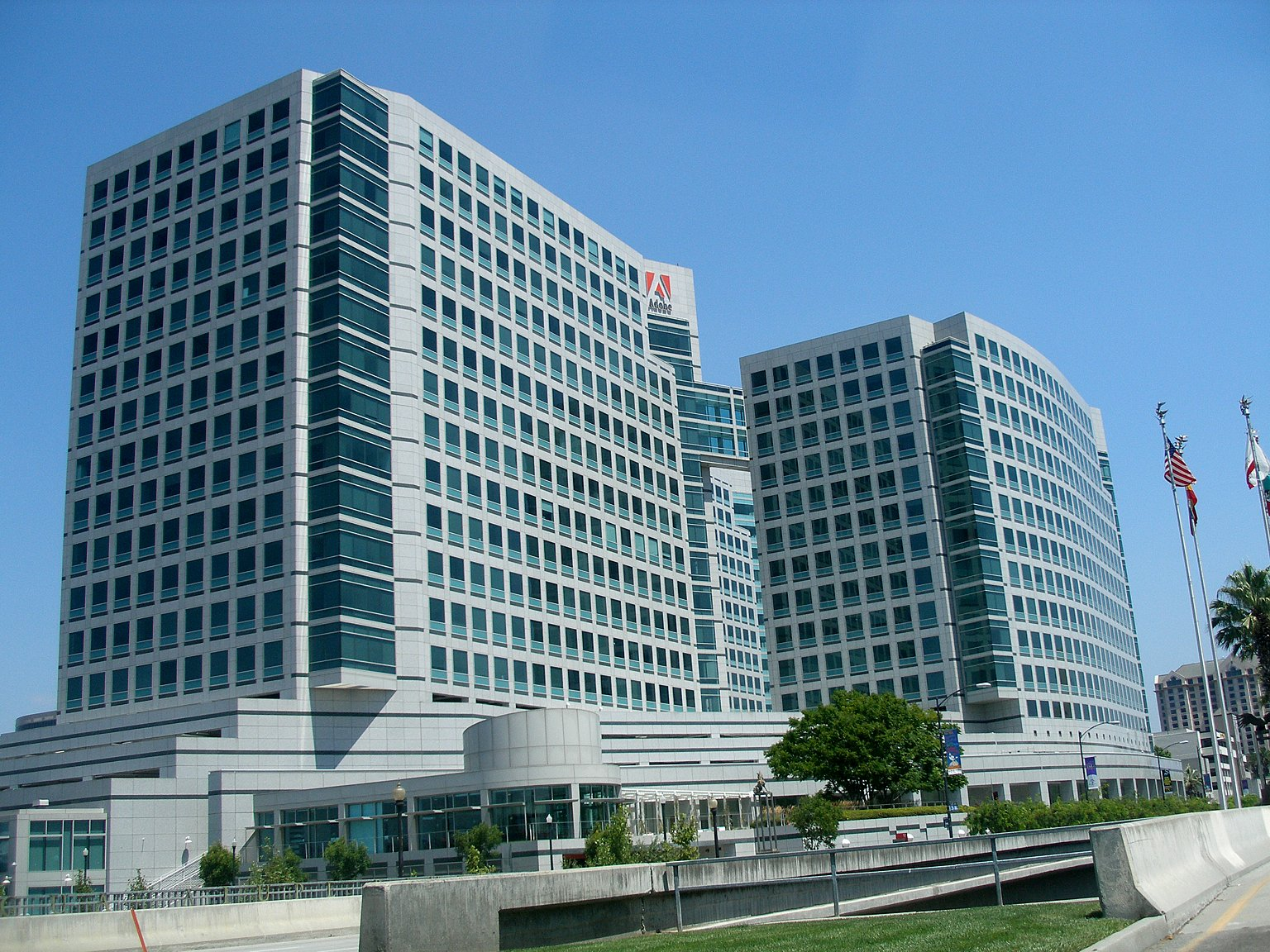
Штаб-квартира Adobe Systems

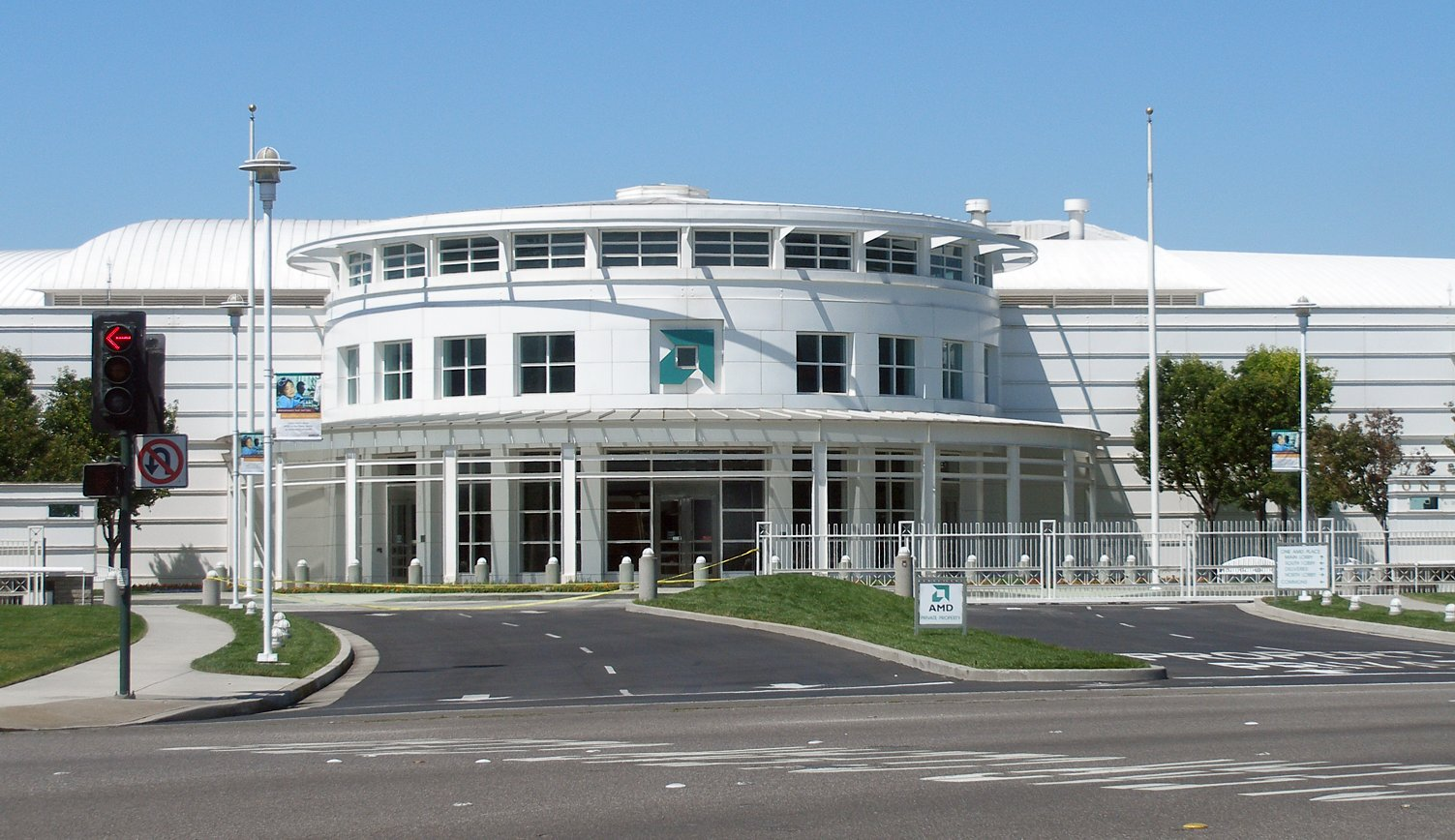
Advanced Micro Devices (AMD)

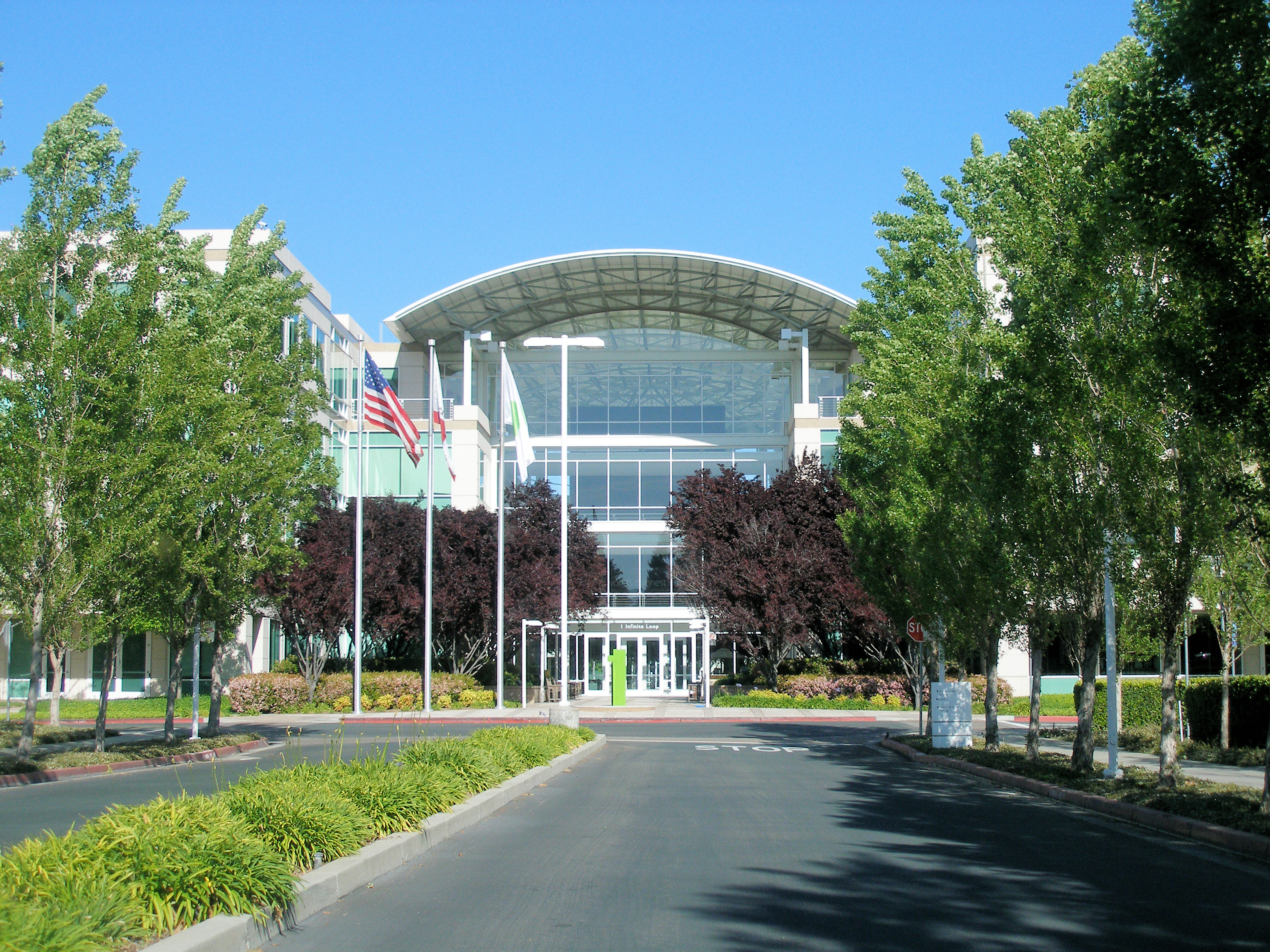
Apple Inc.

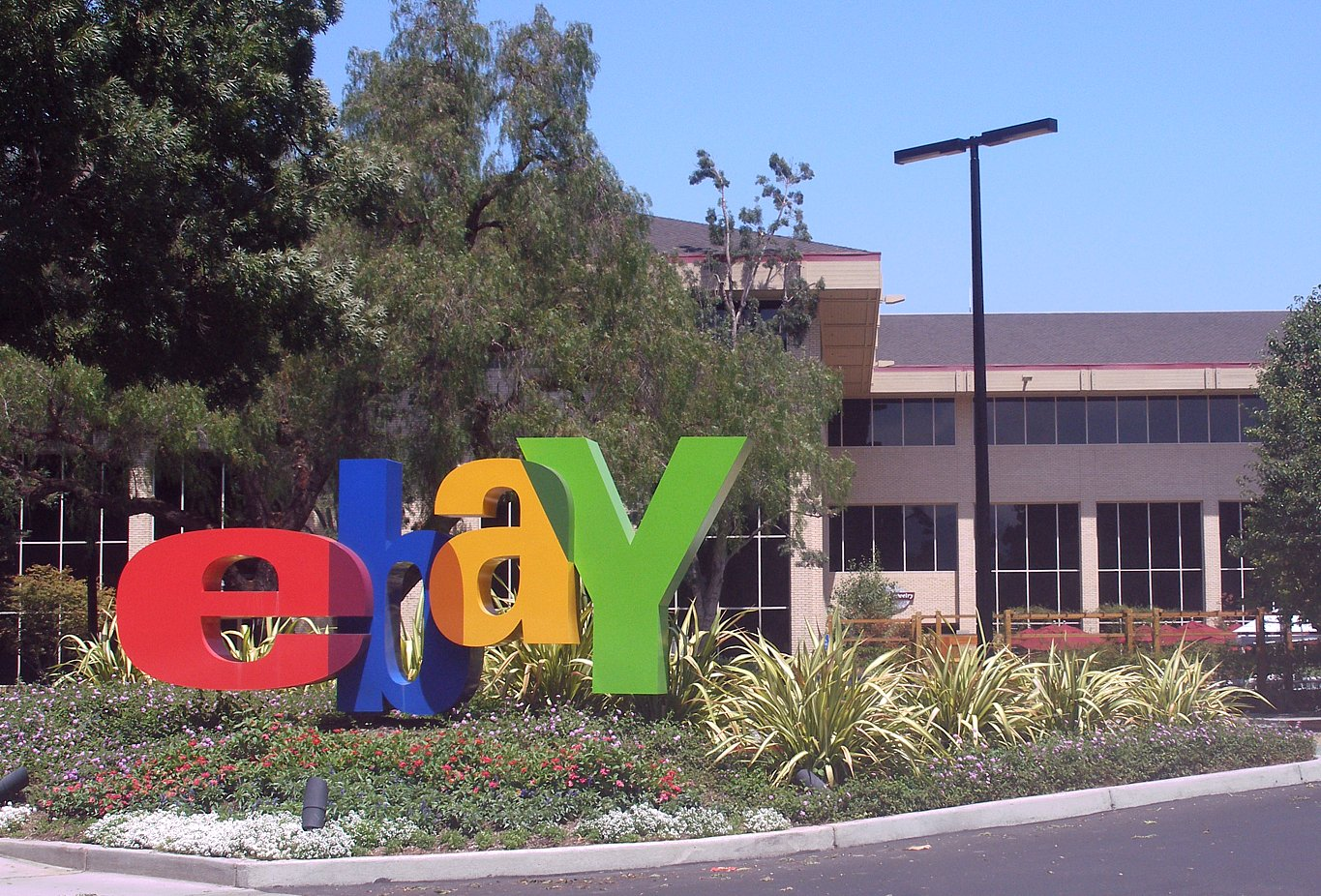
eBay

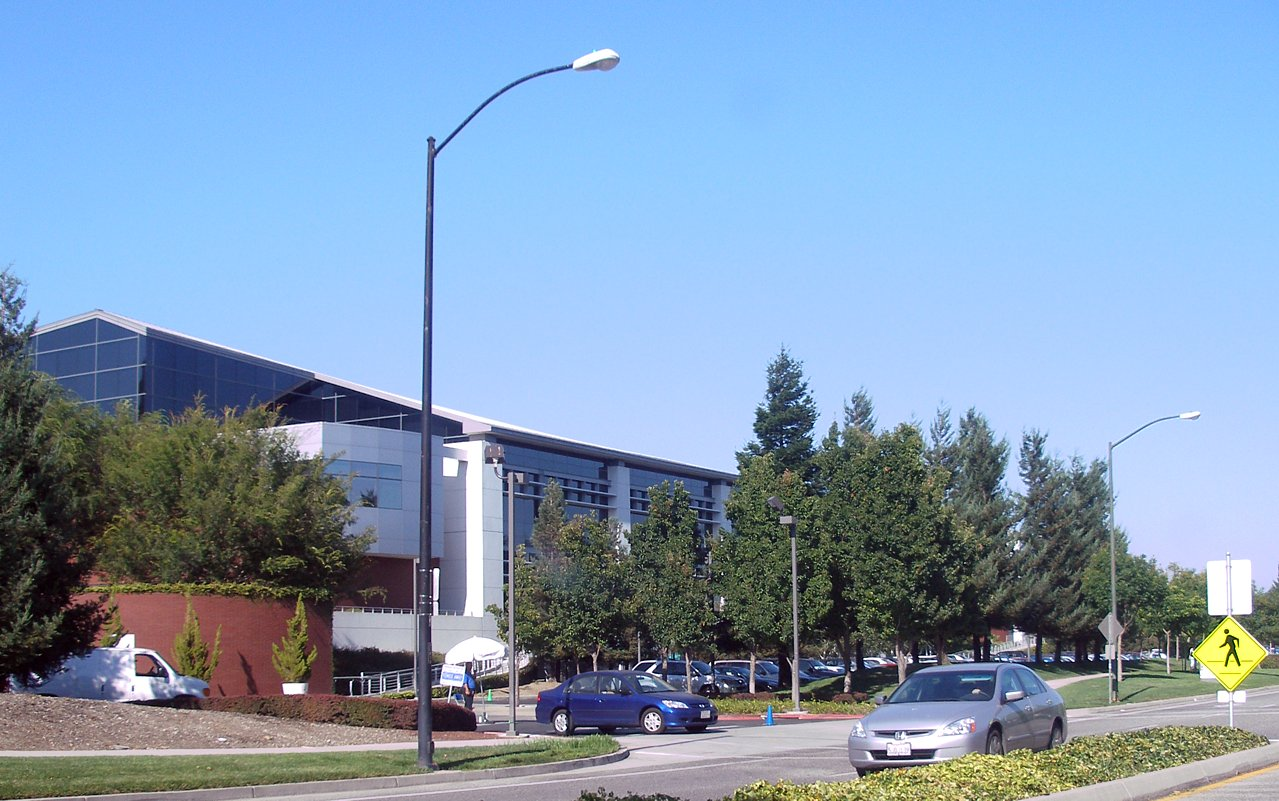
Google

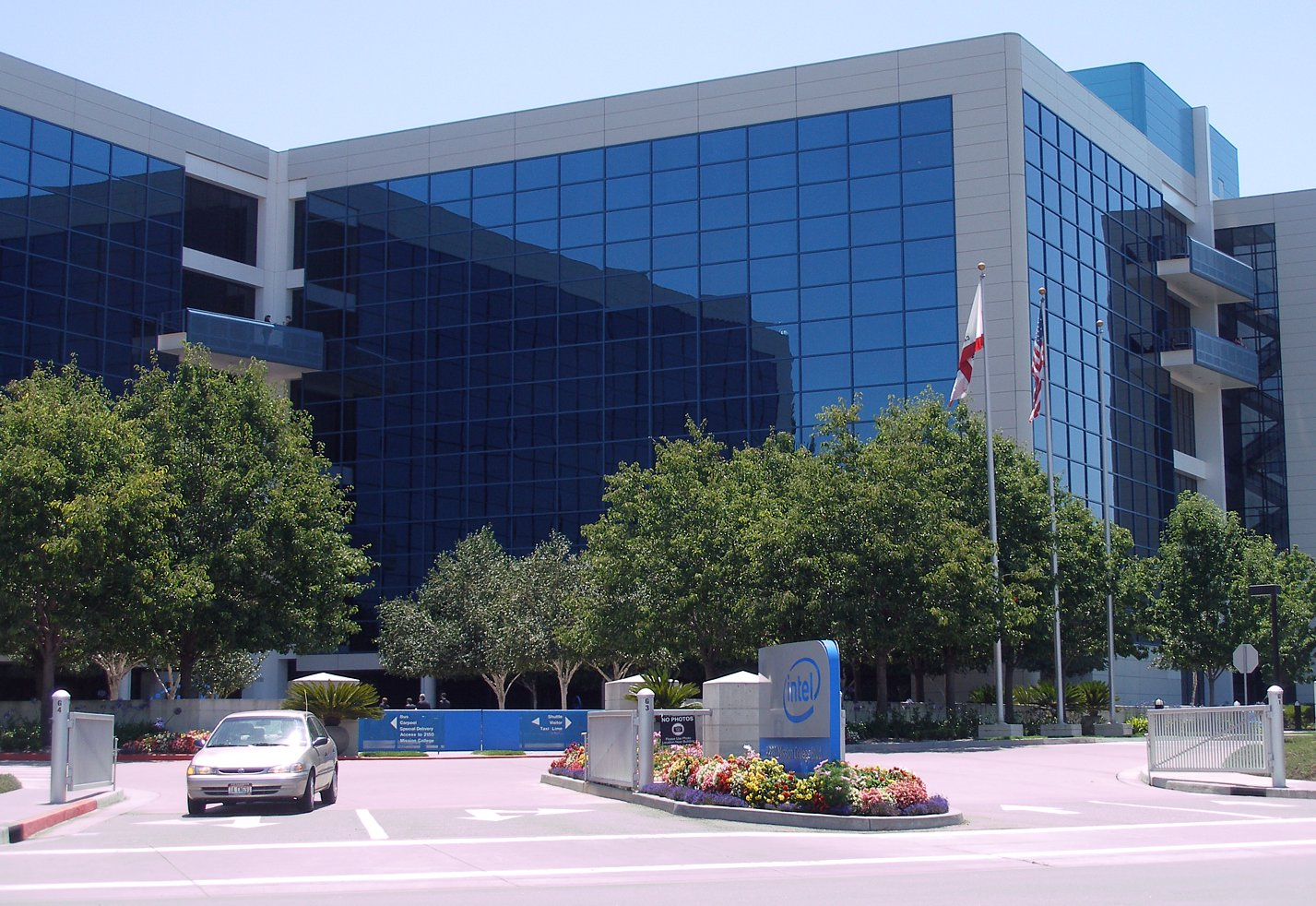
Intel

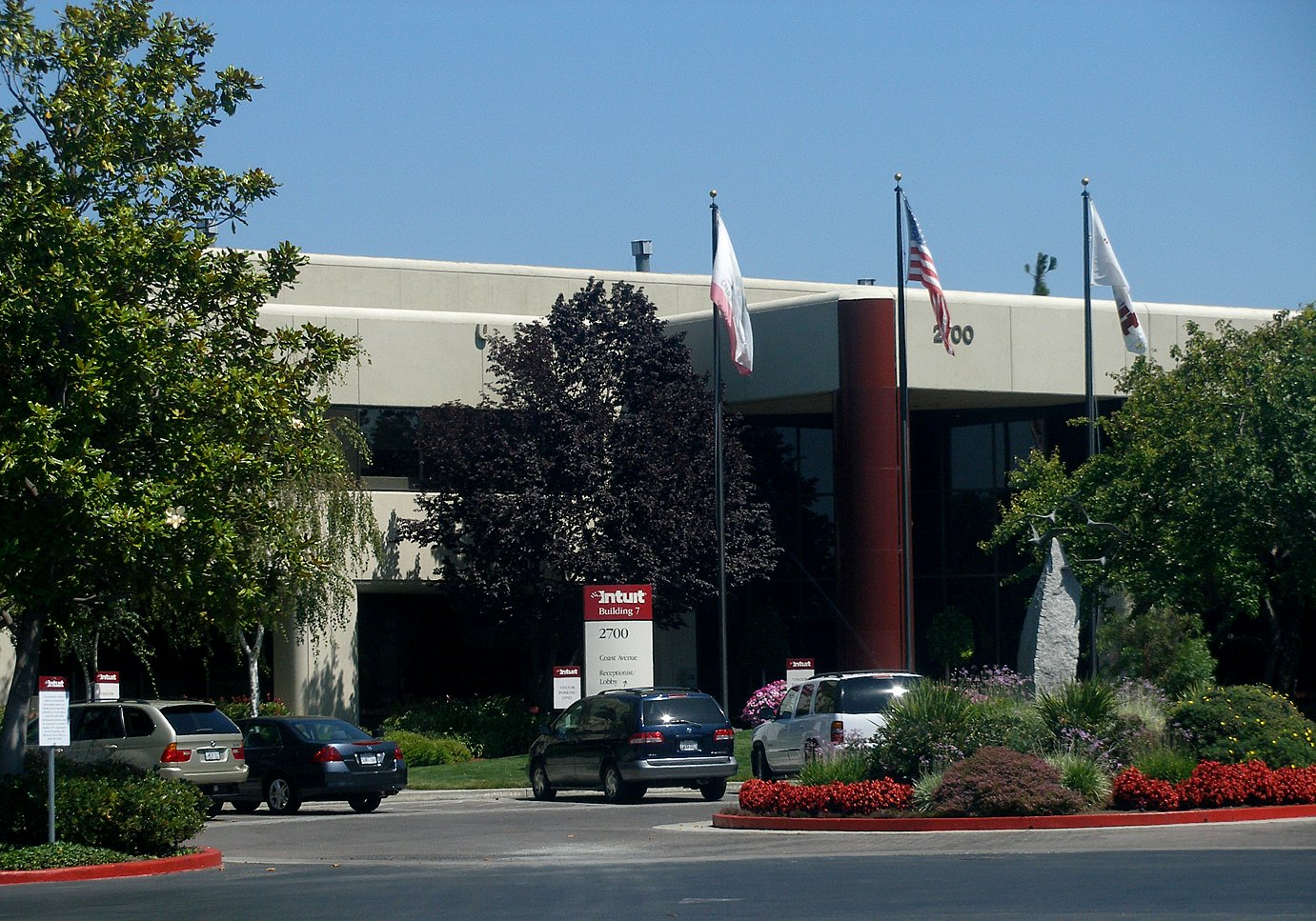
Intuit

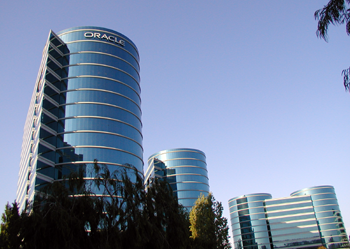
Oracle

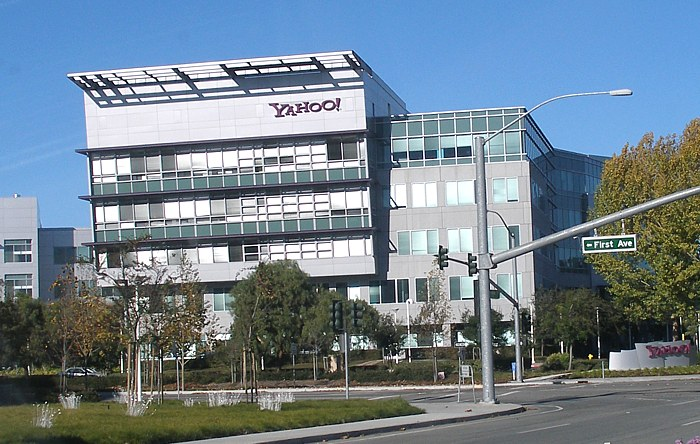
Yahoo!

Інші компанії, які пов'язані (або були пов'язані) з Кремнієвою долиною:
- 3Com (штаб-квартира у Марлборо, Массачусетс,  поглинута Hewlett-Packard)
- ABBYY
- Actel
- Actuate Corporation
- Adaptec
- Amdahl
- Aricent
- Asus
- Atari
- Atmel
- BEA Systems
- Bromium
- Cypress Semiconductor
- Computer Literacy Bookstore
- Facebook
- Foundry Networks
- Fujitsu (штаб-квартира у Токіо, Японія)
- Gaia Online
- Hitachi Global Storage Technologies
- IBM Almaden Research Center
- ImageShack
- Juniper Networks
- Knight-Ridder (поглинута The McClatchy Company)
- Logitech
- McAfee
- Memorex (поглинута Imation і перенесена у Серрітос (Каліфорнія))
- Microsoft (штаб-квартира в Редмонді)
- Netflix
- Netscape (поглинута AOL)
- NeXT Computer, Inc. (поглинута Apple)
- Nintendo of America
- Opera Software
- OPPO
- Palm, Inc.
- PalmSource, Inc. (поглинута ACCESS)
- PayPal (нині частина eBay)
- Rambus
- Redback Networks
- SAP AG (штаб-квартира у Вальдорф (Німеччина))
- Siemens
- Silicon Graphics
- Silicon Image
- Sony
- SRI International
- Tesla Motors
- Tellme Networks (поглинута Microsoft)
- TiVo
- VA Software (Slashdot)
- WebEx (поглинута Cisco Systems)
- VeriSign
- Veritas Software (поглинутаSymantec)
- VMware (поглинута EMC)
- Xilinx

## Університети
- Університет Сан-Хосе
- Університет Санта-Клари
- Стенфордський університет
- Університет Каліфонії, Санта-Круз

## Міста в долині
Міста округу Санта-Клара, які розташовані в долині Санта-Клара, традиційно, також вважаються Кремнієвою долиною (перелік міст надано у алфавітному порядку):
- Гілрой (Gilroy)
- Кемпбелл (Campbell)
- Купертіно (Cupertino)
- Лос-Алтос (Los Altos)
- Лос-Алтос-Хілс (Los Altos Hills)
- Лос-Гатос (Los Gatos)
- Маунтін-В'ю (Mountain View)
- Мілпітас (Milpitas)
- Монте-Серено (Monte Sereno)
- Морган-Хілл (Morgan Hill)
- Пало-Альто (Palo Alto)
- Сан-Хосе (San Jose)
- Саннівейл (Sunnyvale)
- Санта-Клара (Santa Clara)
- Саратога (Saratoga)

Міста затоки Сан-Франциско, які є (або були) домівкою для багатьох високотехнологічних компаній, також  найчастіше пов'язуються з Кремнієвою долиною:
- Белмонт (Belmont)
- Бурлінгейм (Burlingame)
- Емерівілль (Emeryville)
- Іст-Пало-Альто (East Palo Alto)
- Менло-Парк (Menlo Park)
- Мілбрей (Millbrae)
- Ньюарк (Newark)
- Окленд (Oakland)
- Редвуд-Сіті (Redwood City)
- Сан-Бруно (San Bruno)
- Сан-Карлос (San Carlos)
- Сан-Матео (San Mateo)
- Сан-Франциско (San Francisco)
- Санта-Круз (Santa Cruz)
- Саус-Сан-Франциско (South San Francisco)
- Скотс-Валлі (Scotts Valley)
- Фостер-Сіті (Foster City)
- Фремонт (Fremont)
- Юніон-Сіті (Union City)